# Cavalcanti (Rio de Janeiro)
Cavalcanti é um bairro da Zona Norte do município do Rio de Janeiro.
Seu IDH, no ano 2000, era de 0,807, o 83º melhor da cidade.
Faz limites com os bairros de Vicente de Carvalho, Tomás Coelho, Piedade, Quintino Bocaiúva, Cascadura, Engenheiro Leal, Madureira e Vaz Lobo.

## História

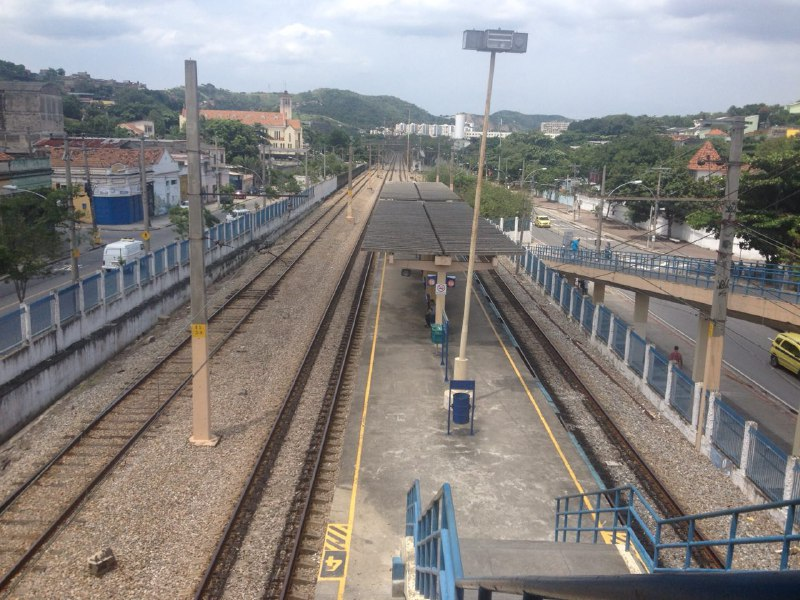
Estação Cavalcanti do ramal de Belford Roxo

É servido por uma estação ferroviária que faz parte do ramal de Belford Roxo, que pertence à linha auxiliar. Fica entre as estações Mercadão de Madureira (antiga Magno) e Tomás Coelho. É berço da escola de samba Em Cima da Hora e de algumas celebridades, como o jornalista Sérgio Cabral, o dançarino e coreógrafo Carlinhos de Jesus e o treinador de futebol Jair Pereira.
No dia 29 de junho comemora a festa do padroeiro Apóstolo São Pedro, que dura toda a semana. Temos também a Capela Nossa Senhora Aparecida (Primavera) e a Capela Nossa senhora da Guia (Parque Silva Vale). É um bairro essencialmente residencial, não há bancos e tem boas escolas particulares e públicas.
Tem duas academias de ginástica, uma praça com equipamentos de ginástica destinado aos idosos e quadra poliesportiva, feira livre aos sábados, igrejas evangélicas, clínica veterinária com atendimento especializado em cardiologia, oftalmologia, ultrassonografia, cirurgia, banho e tosa, várias lojas de materiais de construção, armarinho, auto-peças, supermercado, farmácia, pet shop e hortifruti.
O bairro é atendido por quatro linhas de ônibus que ligam ao centro da cidade, Madureira, Méier e Bonsucesso. Tem ainda outras linhas de ônibus e metrô no bairro vizinho de Tomás Coelho.

Já foi um bairro industrial servindo para inúmeras metalúrgicas e Publicadora Batista. Hoje ainda restam algumas metalúrgicas, porém com parque industrial reduzido.